# گارلیتس
گارلیتس (به اسپانیایی: Garlitos) یک شهرستان در اسپانیا است که در استان باداخس واقع شده‌است.